# Саар Ельмар Юханович
Ельмар Юханович Саар (ест. Elmar Saar, рос. Эльмар Юханович Саар; нар. 19 лютого 1908, Таллінн — пом. 19 грудня 1981, Таллінн) — естонський футболіст і тренер, радянський футбольний суддя та тренер. Півзахисник і центральний захисник. Чотириразовий чемпіон Естонії: 1928, 1934, 1935, 1936. Найкращий футболіст Естонії 1936.
У складі національної збірної дебютував 12 серпня 1928 року. В Гельсінкі естонські футболісти зіграли внічию з командою господарів (2:2). У головній команді країни виступав до 1936 року, всього провів 19 поєдинків.
Головний тренер збірної Естонії у 1939 році. Під його керівництвом команда провела чотири матчі: зі збірними Німеччини, Латвії, Фінляндії та Литви. За радянських часів працював з командами «Динамо» (1940) і «Калев» (1954, 1960/61).
Грав у хокей з шайбою і м'ячем, був чемпіоном Естонії. У 1946—1959 роках працював тренером хокейних клубів «Калев» і «Динамо».
Суддя всесоюзної категорії (1945). Був головним арбітром фіналів кубка СРСР 1944 і 1945 років. У вищій лізі чемпіонату СРСР провів 110 матчів. Заслужений працівник культури Естонської РСР.